# Nekrolog 1477
Nekrolog
◄◄
| ◄
| 1473
| 1474
| 1475
| 1476
| 1477 | 1478 | 1479 | 1480 | 1481 | ► | ►►
Weitere Ereignisse | Allgemeiner Nekrolog 1477
Die Beschreibung der verstorbenen Person sollte so kurz wie möglich gehalten sein und nur deren signifikante Tätigkeit(en) enthalten.
Neue Namen ggf. auch unter dem Geburts- und Sterbedatum, also etwa unter 1. Januar und im Geburts- und Sterbejahr (2024) eintragen (nur bei entsprechender großer Wichtigkeit). Für Beispiele siehe die schon vorhandenen Artikel.
Außerdem über die fünf zuletzt Verstorbenen, zu denen es einen ausreichend guten Artikel für eine Präsentation auf der Hauptseite gibt, nach der todesbedingten Überarbeitung der Artikel ggf. auch unter Wikipedia Diskussion:Hauptseite informieren und sie am besten auch in den anderen Wikipedia-Sprachversionen eintragen. Tipp: Regelmäßig bei news.google.de nach „ist tot“, „gestorben“ oder „verstorben“ suchen.
Wenn eine Person gestorben ist, gibt es viele Seiten zu dieser Person in der Wikipedia, die davon auch betroffen sind und entsprechend aktualisiert werden müssen. Beispiele: Namenübersichtsseite, Geburtsjahr, Geburtsort-Seiten und viele mehr.
Wie finde ich die betroffenen Seiten?
Im Suchfeld auf der linken Seite gibt man den Suchbegriff so ein: „Vorname Nachname“. Dann klickt man auf Volltext und alle Seiten mit entsprechendem Suchtext werden aufgerufen. Hier sieht man dann schnell, wo auch das Todesjahr Sinn macht oder sogar ein Teil des Artikels angepasst werden muss. Auch hilft das „Werkzeug“ auf der linken Seite sehr gut, um solche Seiten aufzufinden: „Links auf diese Seite“. Somit ist die Wikipedia wieder aktuell in allen Bereichen! Hinweis: bei Eintragung der Kategorie „Gestorben JAHR“ wird der Missbrauchsfilter 49 ausgelöst, was jedoch nicht schlimm ist. Siehe: Spezial:Missbrauchsfilter/49
Dies ist eine Liste von im Jahr 1477 verstorbenen bekannten Persönlichkeiten. Die Einträge erfolgen innerhalb der einzelnen Daten alphabetisch sortiert. Tiere sind im Nekrolog für Tiere zu finden.

## Januar
| Tag        | Name                          | Beruf, bekannt als                                           | Alter | Beleg |
| ---------- | ----------------------------- | ------------------------------------------------------------ | ----- | ----- |
| 5. Januar  | Karl der Kühne                | letzter Herzog von Burgund                                   | 43    |       |
| 5. Januar  | Jean de Rubempré              | Ratgeber Karls des Kühnen                                    |       |       |
| 15. Januar | Adriana von Nassau-Dillenburg | Gemahlin des Grafen Philipp I. von Hanau-Münzenberg          | 27    |       |
| 29. Januar | Gregor von Sanok              | polnischer Theologe, Hochschullehrer, Erzbischof von Lemberg |       |       |
| 31. Januar | Georg Überacker               | Bischof von Seckau                                           |       |       |

## März
| Tag     | Name                        | Beruf, bekannt als                     | Alter | Beleg |
| ------- | --------------------------- | -------------------------------------- | ----- | ----- |
| 2. März | Wilhelm Herter von Hertneck | deutsch-österreichischer Feldhauptmann |       |       |
| 9. März | Heinrich IV.                | Herzog zu Mecklenburg (1422–1477)      |       |       |

## April
| Tag       | Name                  | Beruf, bekannt als     | Alter | Beleg |
| --------- | --------------------- | ---------------------- | ----- | ----- |
| 3. April  | Guy de Brimeu         | burgundischer Diplomat |       |       |
| 19. April | Andreas Geverdes      | Lübecker Bürgermeister |       |       |
| 24. April | Daniel von Mudersbach | deutscher Adliger      |       |       |

## Mai
| Tag    | Name                  | Beruf, bekannt als                | Alter | Beleg |
| ------ | --------------------- | --------------------------------- | ----- | ----- |
| 4. Mai | Dinnies von der Osten | pommerscher Ritter und Heerführer |       |       |

## Juni
| Tag      | Name             | Beruf, bekannt als           | Alter | Beleg |
| -------- | ---------------- | ---------------------------- | ----- | ----- |
| 27. Juni | Adolf von Egmond | Herzog des Herzogtum Geldern | 39    |       |

## Juli
| Tag      | Name                         | Beruf, bekannt als                           | Alter | Beleg |
| -------- | ---------------------------- | -------------------------------------------- | ----- | ----- |
| 24. Juli | Hans Zscheckenbürlin         | Schweizer Politiker                          |       |       |
| 27. Juli | Andreas Reichlin von Meldegg | Arzt und Apotheker                           |       |       |
| Juli     | Jean V. de Bueil             | Admiral von Frankreich und Graf von Sancerre |       |       |

## August
| Tag        | Name               | Beruf, bekannt als                             | Alter | Beleg |
| ---------- | ------------------ | ---------------------------------------------- | ----- | ----- |
| 4. August  | Jacques d’Armagnac | Herzog von Nemours, Graf von Pardiac           |       |       |
| 11. August | Latino Orsini      | italienischer Kardinal der katholischen Kirche |       |       |

## September
| Tag           | Name          | Beruf, bekannt als                                        | Alter | Beleg |
| ------------- | ------------- | --------------------------------------------------------- | ----- | ----- |
| 12. September | Heinrich III. | Dompropst in Mainz und Münster, Graf von Nassau-Beilstein |       |       |

## Oktober
| Tag         | Name                   | Beruf, bekannt als                                         | Alter | Beleg |
| ----------- | ---------------------- | ---------------------------------------------------------- | ----- | ----- |
| 14. Oktober | Friedrich von Sparneck | Stifter des Klosters Sparneck                              |       |       |
| 17. Oktober | Bernhard von Kraiburg  | Bischof von Chiemsee, Kanzler des Erzbischofs von Salzburg |       |       |

## November
| Tag          | Name                   | Beruf, bekannt als                   | Alter | Beleg |
| ------------ | ---------------------- | ------------------------------------ | ----- | ----- |
| 3. November  | Richard Fowler         | Chancellor of the Duchy of Lancaster |       |       |
| 12. November | Pier Candido Decembrio | Übersetzer und Politiker in Mailand  |       |       |

## Dezember
| Tag          | Name            | Beruf, bekannt als        | Alter | Beleg |
| ------------ | --------------- | ------------------------- | ----- | ----- |
| 10. Dezember | Matthäus Hummel | deutscher Hochschullehrer | 52    |       |

## Datum unbekannt
| Tag | Name                            | Beruf, bekannt als                                        | Alter | Beleg |
| --- | ------------------------------- | --------------------------------------------------------- | ----- | ----- |
|     | Humphrey Blount                 | englischer Ritter                                         |       |       |
|     | Francesco del Cossa             | italienischer Maler                                       |       |       |
|     | Hans Düringer                   | Uhrmachermeister                                          |       |       |
|     | Ludwig Dringenberg              | deutscher Pädagoge, Humanist und Kleriker                 |       |       |
|     | John Middleton                  | englischer Ritter                                         |       |       |
|     | Stanisław Ostroróg              | polnischer Woiwode, Starost, Generalstarost von Großpolen |       |       |
|     | Przemislaus II.                 | Herzog von Teschen (1431–1477)                            |       |       |
|     | Heinrich Reffle von Richtenberg | Hochmeister des Deutschen Ordens                          |       |       |
|     | Laurenz Spenning                | Baumeister der Gotik                                      |       |       |
|     | Tagtshang Lotsawa               | Gelehrter der Sakya-Schule                                |       |       |